# Ri Kwang-chon
Dans ce nom coréen, le nom de famille, Ri, précède le nom personnel.
Ri Kwang-chong est un footballeur nord-coréen né le 4 septembre 1985 à Pyongyang en Corée du Nord.
Il joue actuellement au poste de défenseur dans le club nord-coréen d'April 25. Il est aussi un des défenseurs de l'équipe de Corée du Nord avec laquelle il a été sélectionné pour jouer la Coupe du monde de football 2010